# NGC 4119
NGC 4119 este o galaxie lenticulară situată în constelația Fecioara. A fost descoperită în 18 ianuarie 1784 de către William Herschel. Se află la o distanță de 16,5 megaparseci de Pământ.